# Gvaʿot
Gva’ot (hebräisch גְּבָעוֹת ‚Hügel‘, Mehrzahl) ist eine israelische Siedlung im Judäischen Hügelland im Westjordanland.

## Lage
Die Siedlung liegt ca. 16 Kilometer südwestlich von Jerusalem im Siedlungsblock Gusch Etzion und beheimatet 14 Familien (Stand 2014). Offiziell ist Gva’ot ein Ortsteil der Siedlung Allon Schewut, die allerdings einige Kilometer südöstlich liegt, weshalb Gva’ot de facto eine eigene Siedlung ist.

## Geschichte
Gva’ot wurde 1984 als Außenposten der paramilitärischen Nachal gegründet und nach einem Satz aus der biblischen Erzählung von Bileam benannt. (Nach Worten aus demselben Bibelvers wurde auch der benachbarte Kibbuz Rosch Tzurim benannt.) Laut der palästinensischen NGO Applied Research Institute – Jerusalem (ARIJ) wurden dafür 135 Dunam Land, welches zum nahe gelegenen Dorf Nahalin gehörte, beschlagnahmt.
Als sich das Militär 1996 zurückzog, nutzte eine Jeschivah die Räumlichkeiten bis 2003. Danach zogen etwa 16 Familien in die Räume ein.
1998 wurde Gva’ot zu einem Ortsteil von Allon Schewut erklärt.
Am 31. August 2014 erklärte Israel 400 Hektar Land, das zuvor zu palästinensischen Dörfern in der Umgebung gehörte, zu „Staatsland“ (state land), also Land, das sich nicht in Privatbesitz befindet, sondern vom Staat verwaltet wird. Mit dieser Entscheidung wird eine territoriale Verbindung zwischen dem Siedlungsblock Gusch Etzion und dem israelischen Kernland hergestellt.